# Marcel Léopold
Marcel Léopold (* 1902 in der Schweiz; † 19. September 1957 in Genf) war ein Schweizer Waffenhändler.
Leopold wurde in der Schweiz als Sohn jüdischer Eltern geboren und lernte das Uhrmacherhandwerk. Fast ohne finanzielle Mittel machte er sich 1923 nach China auf und wurde zunächst Handelsvertreter für eine Modeschmuckfabrik. Er etablierte sich in Tientsin. Dank seiner Sprachkenntnisse wurde er wohlhabend und investierte in Hotels, Bergwerke und in den Glücksspielsektor. Ausserdem verkaufte er Waffen sowohl an Maos späterem Strategen Zhu De als auch den Gegenspieler der Kommunisten Chiang Kai-shek. Sein Vermögen erlaubte ihm 1936 bis 1938 einen Wolkenkratzer vom französischen Architekten P. Mulle errichten zu lassen, den er «Building Leopold» nannte.

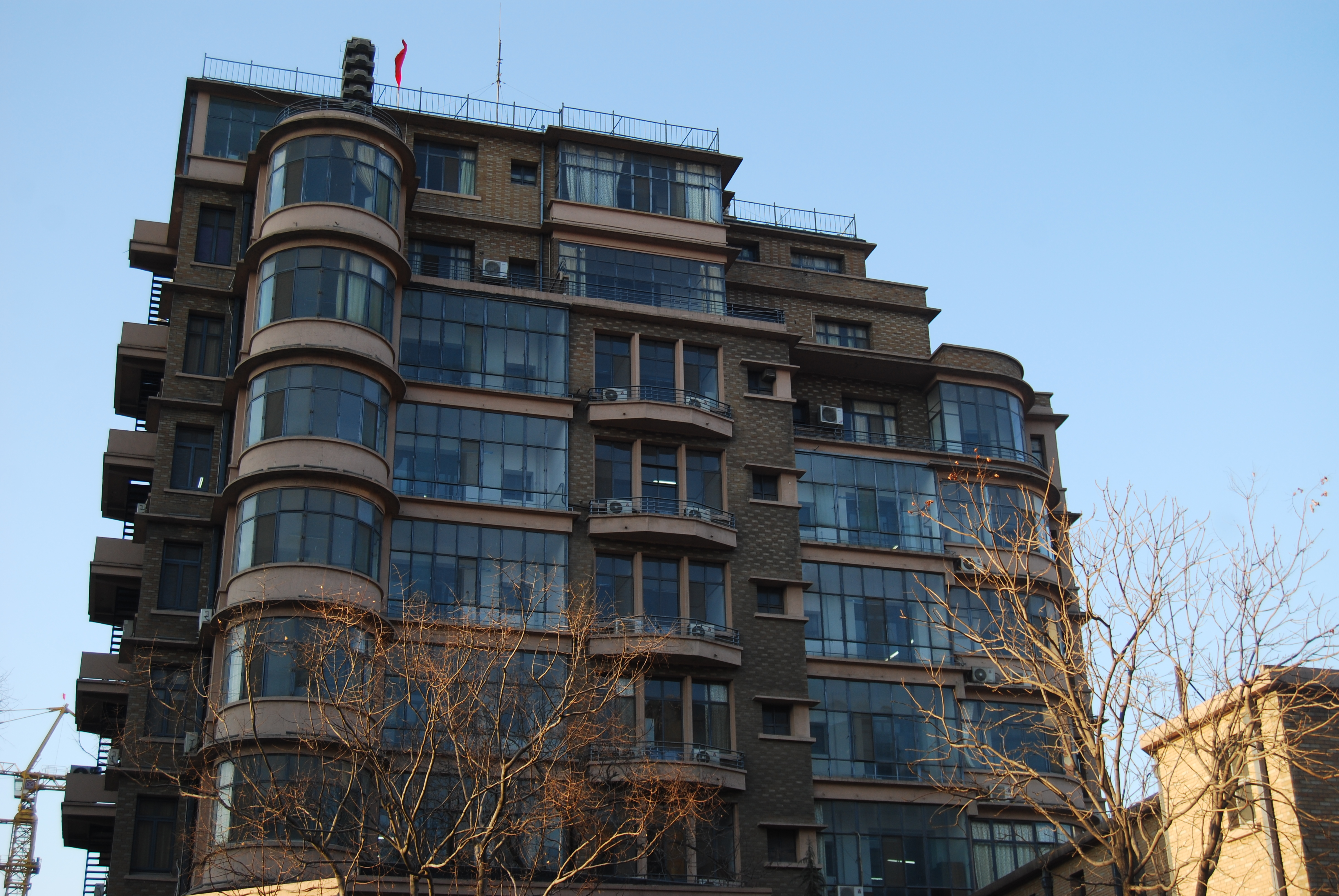
Leopold Building in Tientsin

Als die Kommunisten nach dem chinesischen Bürgerkrieg ab 1949 die Macht in China übernahmen, beschuldigte man ihn kapitalistischer Aktivitäten. Nach 33 Monaten in Untersuchungshaft mit schlechten Bedingungen wurde sein gesamtes Vermögen beschlagnahmt und er musste für zwei Jahre in ein Umerziehungslager. 1954 kehrte er mittellos mit seiner Frau nach Genf zurück. Zunächst versuchte er in das Glücksspielgeschäft einzusteigen, doch das vom Calvinismus geprägte Genf untersagte dieses. Er verkaufte der algerischen Unabhängigkeitsbewegung Front de Libération Nationale (FLN) nach Algerien Sprengstoffe. 1957 wurde er deswegen von der Genfer Polizei verhaftet. Marcel Leopold wurde am 19. September 1957, fast zeitgleich wie der Waffenhändler George Geitser, von der Terrororganisation La Main Rouge ermordet, einer Tarnorganisation des französischen Geheimdienst. Tatwaffe war eine Art Blasrohr, gefertigt aus einer Fahrradpumpe, mit dem ein Bolzen auf ihn abgefeuert wurde. Später gab es in der Boulevardpresse das Gerücht, es habe sich um einen Curare-Pfeil gehandelt. Der Bolzen war jedoch unvergiftet, Léopold starb an den inneren Blutungen.